# Asowmasch Mariupol (Maschinenbaukonzern)

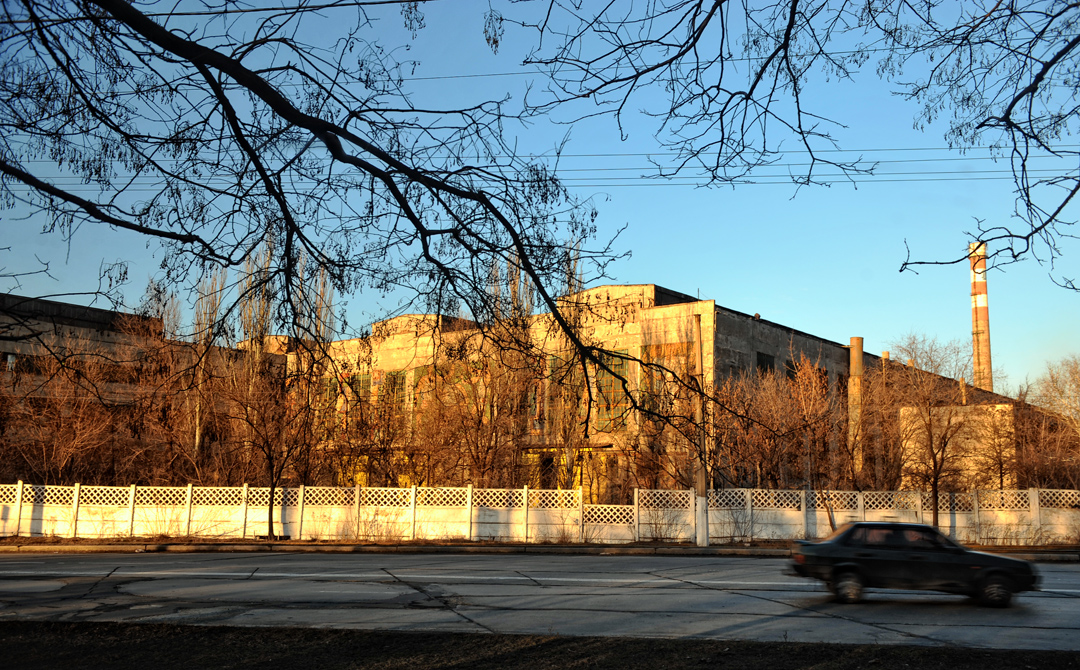
Fabrikgebäude mit Mosaiken der Künstler Konstantinowitsch und Kusminkow

Asowmasch Mariupol (ukrainisch «Азовмаш» Маріуполь; russisch «Азовмаш» Мариуполь) ist ein Maschinenbaukonzern im ukrainischen Mariupol.

## Geschichte
Die Gründung geht auf das Jahr 1958 zurück, in dem der sowjetische Schwermaschinenbauverband mehrere unabhängige Unternehmen gründete. Die Produktion wurde auf Tankanlagen sowie Hafen- und Industriekräne ausgerichtet.

### Aufstieg zum Großunternehmen
Asowmasch wurde zum größten Unternehmen im Automobilbau und Schwermaschinenbau der Sowjetunion. Es fabrizierte Güterwaggons, Hütten-, Kran-, Bergbau-, Betankungs-, Flugplatz- und Weltraumausrüstung sowie gepanzerte Fahrzeuge. Im Bereich des Konverterbaus für die Stahlindustrie wurde die Firma – mit 235 Konvertern in 40 Jahren – Weltmarktführer. Mit der Zeit entstand eine Struktur mit verschiedenen Subunternehmen. Seit dem Jahr 2000 war Alexander Sawtschuk Präsident des Maschinenbaukonzerns, der nun als Publitschnoje Akzionernoje Obschtschestwo in der Rechtsform OJSC agierte, sowie des gleichnamigen Profibasketballvereins.

### Kunstförderung und soziales Engagement
Wie die anderen großen Werke in Mariupol stiftete auch Asowmasch verschiedene Freizeitanlagen in Mariupol, darunter den Kulturpalast Iskra östlich neben dem Verwaltungsgebäude und einen Park mit klassizistischem Portalbau und verschiedenen Sportstätten, darunter eine Arena und ein Sportpalast (ukrainisch Палац спорту Азовмаш), südwestlich neben dem Werksgelände. Die Gebäude im Werksareal wurden von 1965 bis 1976 mit Mosaiken der Mariupoler Künstler Walentin K. Konstantinowitsch (1923–2012; russisch Валентин Константинович Константинов) und Lel Kusminkow (1925–2012; russisch Лель Кузьминков) ausgestattet, darunter die Mosaike Maschinenbauer, Spieler und Familie.

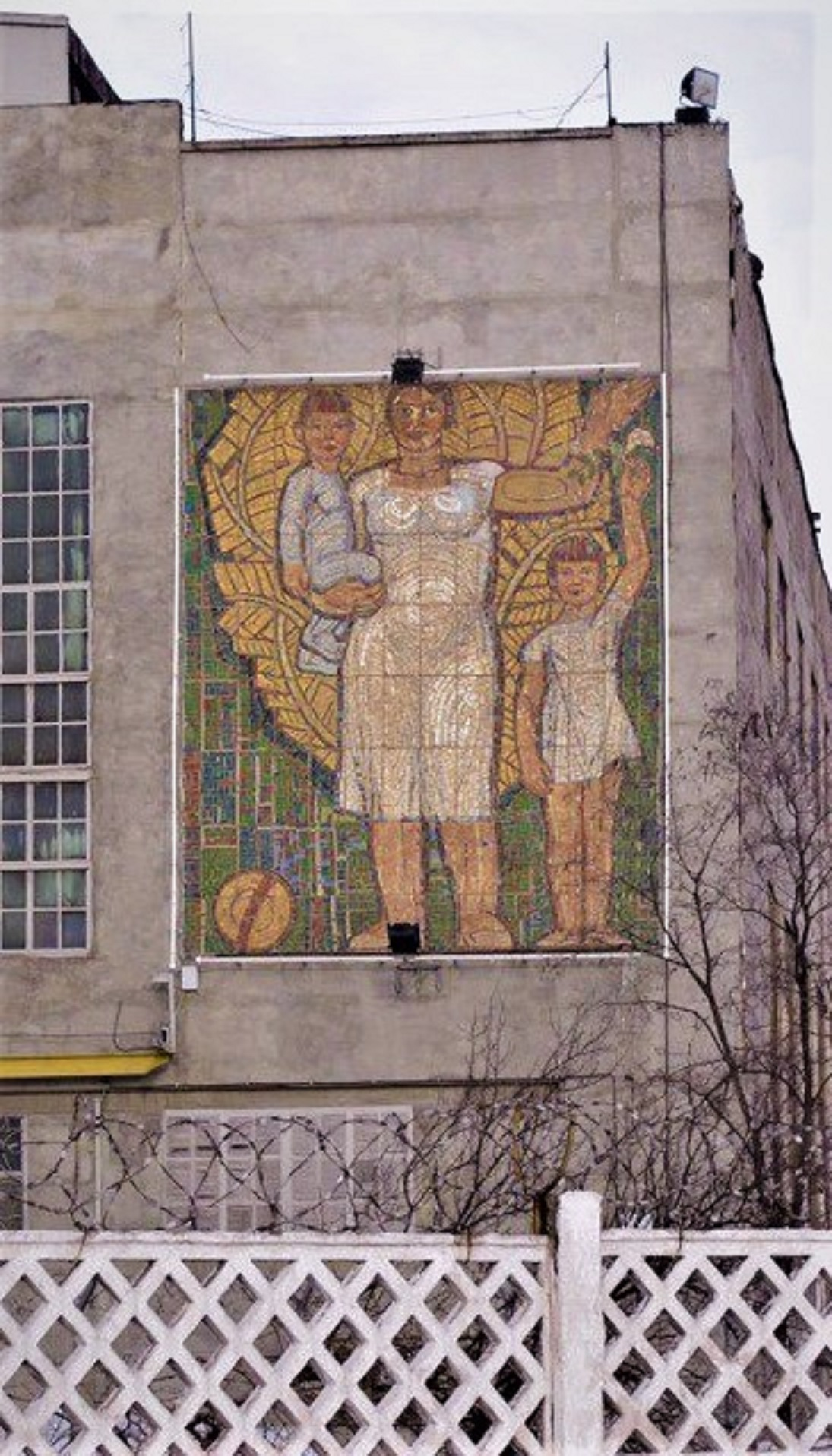
Mosaik der Künstler Konstantinowitsch und Kusminkow: Familie
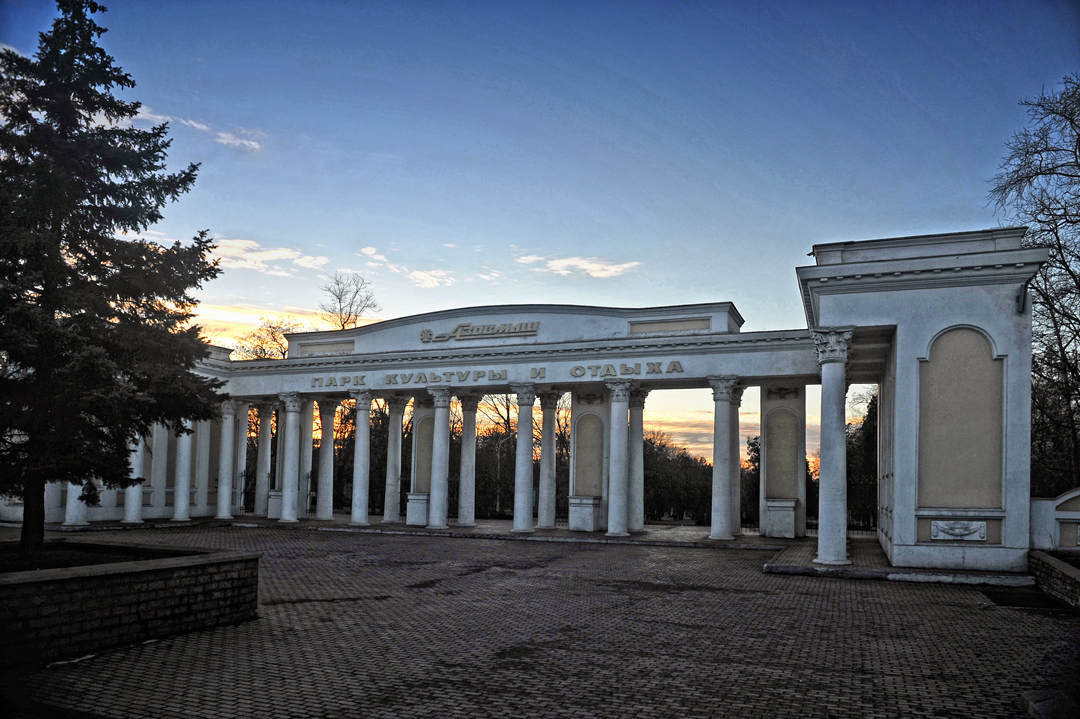
Portalbau Parkanlage
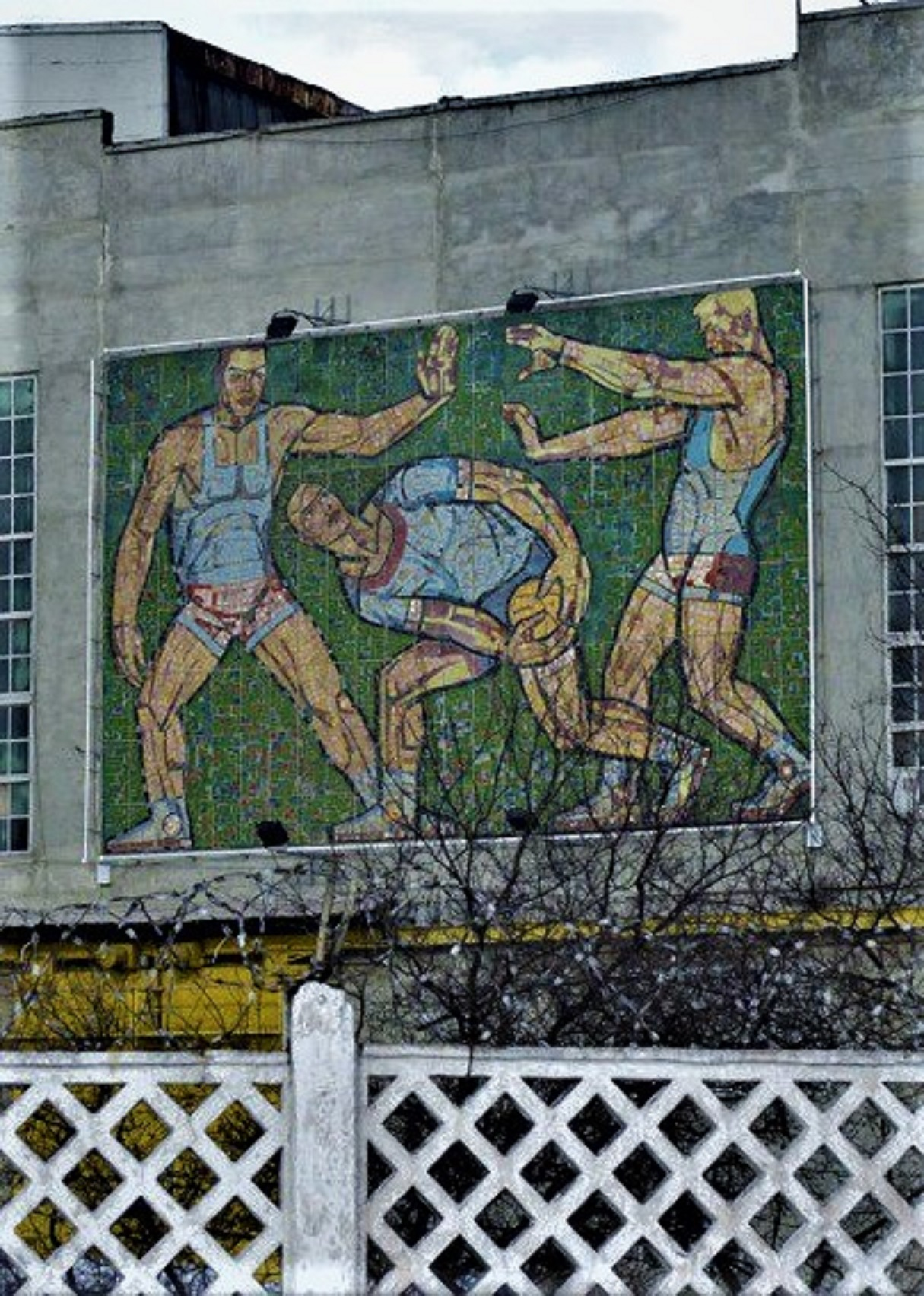
Mosaik der Künstler Konstantinowitsch und Kusminkow: Sportler

### Einflussgewinn der Familie Sawtschuk
Alexander Sawtschuk konnte 2007 zusammen mit seiner Frau Swetlana große Teile der Firma erwerben, indem er die Miteigentümer einer in Donezk ansässigen Transportfirma nach und nach ausbezahlte, zu denen auch Rinat Achmetow gehörte. Sawtschuk hatte diese Miteigentümer verärgert, nachdem er eine Konkurrenzfirma zu Asowmasch aufgebaut hatte, die in Poltawa Eisenbahnkesselwaggons für den Transport von Erdölprodukten und Flüssiggas produzierte.

### Schrittweiser Niedergang
Mit Sawtschuks Tod im Jahr 2012 verschlechterte sich die Lage für Asowmasch erheblich. Die Hälfte der Firma lag beim Staatlichen Vermögensfonds, die andere Hälfte bei der in Zypern registrierten Asowmaschinvest, die von der Familie Sawtschuks (Frau Swetlana, Schwiegersohn Taras Polischtschuk) dominiert wurde. Die Produktion von Güterwaggons machte mittlerweile 90 Prozent der Gesamtproduktion des Unternehmens aus. In Russland kam es 2013 zu einer Rezession, woraufhin die Aufträge dort abnahmen. Mit dem russisch-ukrainischen Konflikt 2014 brach der Firma der Hauptabsatzmarkt (Russland) weg. Der in dieser schwierigen Lage angestrebte Verkauf des Staatsanteils sorgte für Kritik, da der Staatsfonds bereits auf dem Höhepunkt der Firmengeschichte im Jahr 2008 einen solchen Verkauf blockiert und der Firma somit geschadet hatte. Damals hatte er – angeblich auf Druck Sawutschuks hin – für die Umwandlung in eine geschlossene Aktiengesellschaft (Sakryte akzionerne towarystwo) gestimmt, musste dies nach öffentlicher Kritik zurücknehmen, doch hatte somit den günstigen Zeitpunkt verpasst, denn nun wirkte sich die Weltfinanzkrise aus, so dass ein Verkauf der Anteile nicht mehr sinnvoll war. Nun wollte man am neuen Tiefpunkt der Firmengeschichte plötzlich verkaufen. Hoffnung der Wiederbelebung des Unternehmens bestand aber noch durch ukrainische Großaufträge, insbesondere der Ukrsalisnyzja. Auf neue europäische Kunden konnte man hingegen nicht hoffen.
Das – die Produktion von Asowmasch dominierende – Unternehmen Asowobschtschemasch (ukrainisch Азовобщемаш) begann daraufhin umgehend mit einem massiven Stellenabbau. Im Oktober 2014 erklärte das Unternehmen aber, neue Aufträge erlangt zu haben. Parallel wuchs die Zahl der Forderungen. Zudem kamen Gerüchte auf, dass bereits begonnen werde, Maschinen zu Schrott zu verwerten, um sie gewinnbringend zu verkaufen. Dies sorgte wiederum für Sorgen bei den kreditgebenden Banken aus Russland, die nun aktiver in die Situation eingriffen und die Rückzahlung von Krediten verlangten. Als dem nicht nachgekommen wurde, verklagte die Alfa-Bank Asowmasch, so dass Anfang Dezember 2014 aktiv gegen Asowobschtschemasch und Asowmasch vorgegangen wurde, um den Forderungen der Bank nachzukommen. Damit wurden auch die Privatisierungsbemühungen massiv behindert.
Jurij Iwanjuschtenko, der mit der Machtübernahme von Wiktor Janukowytsch in den Aufsichtsrat von Asowmasch gekommen war, wurde im Mai 2015 aus diesem entfernt, nachdem sein Vertreter zu Fahndung ausgesetzt wurde, und er zuvor schon den Verkauf des Schwermaschinenbauwerks Armawir (russisch Армавирский завод тяжелого машиностроения), an dem er 41 Prozent hielt, erzwungen hatte, so dass Asowmasch Teile seiner Eisenbahnwaggon-Produktion verloren hatte. Die Hauptaktionäre von Asowmasch hatten sich nach Paris abgesetzt und verhandelten dort mit den Finanzinstituten, einzig die Alfa-Bank blieb bei ihren Forderungen nach sofortiger Zurückzahlung. Iwanjuschtenko galt als das zweite große Hindernis einer Privatisierung des Staatsanteils, da er mit Hilfe Janukowytschs diesen halten wollte. Somit war der staatliche Anteil nie verkauft worden, der Hauptabsatzmarkt weggebrochen und Schulden begannen sich anzuhäufen, zumal auch die Delta-Bank Forderungen stellte. Hatte man 2011 noch 16.429 Waggons produziert, waren es 2013 nur noch 10.471 und im Krisenjahr nur noch 623, was einer Einstellung der Produktion gleichkam.
Man versuchte im Februar 2016 einen Neuanfang mit der Registrierung mehrerer Firmen des Asowmasch-Unternehmens, das mittlerweile eine Publitschnoje Akzionernoje Obschtschestwo in der Rechtsform PJSC geworden war, in Kiew statt in Mariupol. Diese Firmen, zu denen Asowobschtschemasch gehörte, wurden der Verwaltungsgesellschaft Asowmasch-Gruppe unterstellt, die wiederum in Estland durch Swetlana Sawtschuk als Teil ihrer Kaizen Holding gegründet wurde und als LLC registriert wurde. Angeblich auch, um den Schuldnern räumlich näher zu sein und so besser verhandeln zu können. Die Schulden wuchsen durch die großen Verluste der Asowobschtschemasch allerdings weiter an, da die Verluste allein im ersten Quartal 2015 2,4 Milliarden Hrywnja betrugen. Daher drohte die Insolvenz. Da Asowobschtschemasch als einziges Werk die Hoffnung auf einen Neuanfang ermöglichte, war es das neue Ziel, ein Moratorium zu erreichen. Der Teil der Asowmasch PJSC, der dem Staatsfonds gehörte, blieb hingegen in Mariupol ansässig und sollte weiterhin veräußert werden.
Im März 2016 beantragten die Asowmasch-Subunternehmen PJSC Asowelektrostal (russisch Азовэлектросталь) und Asower Stahlwerk (russisch Азовской сталеплавильной компании) den Konkurs des Schlüsselunternehmens Asowobschtschemasch zu prüfen. Ein Moratorium wurde kurz darauf beschlossen. Zuvor hatte man im Jahr 2015 versucht mit der Gründung neuer Firmen Vermögenswerte in andere Firmen auszulagern und diese so von der Asowmaschinvest (Zypern) zu trennen, die als Bürge für die Kredite fungierte. So entstand das Handelshaus Asowmaschexport (russisch Торговый Дом «Азовмашэкспорт», eine im Januar 2015 gegründete LLC), das das Handelshaus Asowobschtschemasch ablösen sollte, dazu die Asowsche Maschinenbaugesellschaft (russisch Азовская машиностроительная компания, gegründet im April 2015) und die Asowsche Stahlgesellschaft (russisch Азовская сталеплавильная компания). Diese beiden LLC sollten die Hauptgeschäfte der Asowmasch übernehmen. Zudem wurde eine neue LLC Asowmasch registriert. Dieses Firmengeflecht sollte zudem die Einfrierung des Vermögens in Zypern umgehen, das aus der Klage eines Gläubigers gegen die Asowmaschinvest resultierte. Die belasteten Firmen wollte man bankrott melden, so dass die neuen Firmen davon unbelastet blieben. Zudem verschleppte man die Konkursverfahren mit langwierigen Gerichtsprozessen. Die Schulden stiegen weiter an und überschritten 20 Milliarden Hrywnja. Das Firmengeflecht wurde immer komplizierter, so dass Spekulationen aufkamen, ob auch Iwanjuschtenko und verschiedene Politiker darin verwickelt seien, die Anträge im Sinne des Unternehmens stellten. Eine Klage gegen diese Praxis erreichte am 18. Januar 2017 in Zypern die Einsetzung eines Vermögensverwalters, der aber ebenfalls umgangen wurde. Die Witwe Sawtschuk lebte derweil unbehelligt in Monaco.
Im Februar 2018 untersagte die Regierung die Weiterproduktion, da keine Absatzmärkte vorhanden seien. Im darauffolgenden Mai wurde bekannt, dass Asowmasch vollständig privatisiert werden solle. Im September 2018 begannen die Vorbereitungen dafür und für erste Subunternehmen wie Asowobschtschemasch wurde der Konkurs eingeleitet. Im Februar 2019 wurde Asowmasch vom Kiewer Wirtschaftsgericht (russisch Хозяйственный суд) für bankrott erklärt. Das Gericht leitete ein Liquidationsverfahren ein, um so den Gläubigern die Begleichung ihrer Rechnungen zu ermöglichen. Allein zwei Banken schuldete das Unternehmen fünf Milliarden Hrywnja.
Bereits in den Jahren zuvor waren Konten beschlagnahmt worden, da einigen Angestellten keine Gehälter gezahlt wurden. Zudem wurde der ehemalige ukrainische Wirtschaftsminister Igor Prasolow als Leiter der Asowmasch-Gruppe eingesetzt. Im Jahr 2020 wurde Kostjantyn Iwaschtschenko Generaldirektor von Asowobschtschemasch, welches nun nicht mehr als produzierende Autofirma, sondern als Anteilseigner von 50 Prozent von Asowmasch auftrat. Während der Belagerung von Mariupol wurden im Frühjahr 2022 Gebäude der Firma massiv beschädigt. Iwaschtschenko wurde Ende April 2022 von Denis Puschilin als Bürgermeister Mariupols eingesetzt.